# 丸山政男
丸山 政男（まるやま まさお、1889年（明治22年）9月13日 - 1957年（昭和32年）11月11日）は、日本の陸軍軍人。最終階級は陸軍中将。

## 経歴
長野県出身。農業・丸山政蔵の五男として生れる。松本中学校を経て、1911年5月、陸軍士官学校（23期）を卒業し、同年12月、歩兵少尉任官、歩兵第57連隊付となる。1919年11月、陸軍大学校（31期）を卒業。
参謀本部付勤務、参謀本部員、イギリス出張、イギリス大使館付武官補佐官、参謀本部員、陸大専攻学生、陸大教官、インド駐剳武官、参謀本部付、参謀本部員、東南アジア出張、イギリス大使館付武官、参謀本部課長、近衛歩兵第4連隊長などを経て、1938年7月、陸軍少将に進級。日中戦争に歩兵第6旅団長として出征し、武漢攻略に従事。近衛師団司令部付、第3独立守備隊長などを歴任し、1941年3月、陸軍中将となった。
太平洋戦争には、第2師団長として出征し、バタビア攻略に従事。ガダルカナル島の戦いにおいて、第1次総攻撃の失敗を受けて、ジャワ島守備に着いていた第2師団が第2次総攻撃に投入されたが、それも失敗に終わり、1943年2月の撤退まで泥沼の戦闘を継続した。参謀本部付を経て、1944年3月、予備役に編入された。1947年（昭和22年）11月28日、公職追放仮指定を受けた。
戦後、戦犯容疑により起訴されたが、1949年12月25日、バタビア裁判で無罪の判決が出された。

## 親族
- 妻 丸山貞 金谷範三（陸軍大将）の娘